# بابک انصاری
'بابک' انصاری (زاده ۱ خرداد ۱۳۶۶) بازیگر سینما و تلویزیون اهل ایران است. انصاری در ۱۳۸۲ وارد دنیای سینما شد. وی پس از شرکت در تست بازیگری توسط پرویز پرستویی برای بازی در فیلم شهر زیبا به اصغر فرهادی معرفی شد و در سال ۱۳۸۵ با بازی در سریال پرواز در حباب به کارگردانی سیروس مقدم به چهره ای شناخته شده در تلویزیون تبدیل شد.وی در شهر زیبا در نقش اعلا ظاهر شد و بازی قابل توجهی را از خود به نمایش گذاشت که او را نامزد سیمرغ بلورین جشنواره فجر کرد.

## کارنامه بازیگری

### سینما
- ترانه (۱۳۹۶)
- پاسیو (۱۳۹۶)
- یک کیلو و بیست و یک گرم (۱۳۹۵)
- شنل (۱۳۹۵)
- تونل (۱۳۹۵)
- ماجان (۱۳۹۵)
- کریستال (۱۳۸۸)
- رؤیای خیس (۱۳۸۴)
- نوک برج (۱۳۸۴)
- شهر زیبا (۱۳۸۲)
- ترک عمیق(۱۴۰۰)

### تلویزیون
- بازی نقاب‌ها (۱۳۹۷)
- رخصت (۱۳۹۳)
- قفسی برای پرواز (۱۳۸۹)
- پرواز در حباب (۱۳۸۵)

## جوایز
- کاندید بهترین بازیگر نقش اول مرد دوره هشتم جشن خانه سینما ۱۳۸۳
- کاندید سیمرغ بلورین بهترین بازیگر نقش اول مرد بیست و دومین دوره جشنواره بین‌المللی فیلم فجر برای فیلم شهر زیبا
- دریافت سیمرغ بلورین بهترین بازیگر نقش اول مرد  بیست و دومین دوره جشنواره بین‌المللی فیلم فجر برای فیلم شهر زیبا